# 陳道庠
陳道庠，五代十国时南漢官员，端州人。
陳道庠父親陳璫在唐朝末年避亂定居端州，力氣十分大。刘隐聽聞其忠勇，招攬陳璫到其麾下，並隨刘隐到廣州，任命為龍虎將軍後逝世。陳道庠最初以虎賁郎、驍果起家，有父親的風範。大有末年給事晉王劉弘熙，劉龑在疾病時任命他為元帥府馬步軍都指揮使。
光天初年張遇賢起兵，陳道庠和萬景忻跟隨越王劉弘昌、循王劉弘杲征戰，於錢帛館被圍困；他和萬景忻奮戰殺出重圍，帶領二王離開。劉玢繼位，猜忌諸弟及官員，叫宦官把守宮門，進宮時要將衣服脫掉檢查，才可以入內，劉弘熙遂生政變之意：他找陳道庠找來劉思潮等數名力士並告知劉玢，劉玢聽到後大為高興，即與諸王於長春宮聚會飲宴，並觀賞角力。當晚宴會結束，劉玢大醉，劉弘熙於是命陳道庠和力士抓住劉玢，摧擊其前胸斃命。
劉弘熙繼位改名劉晟，是為中宗，陳道庠以功臣領英州刺史，可隨時出入宮中，並獲得豐厚賞賜。然而劉晟不久亦如同劉玢一樣猜忌諸弟及官員，劉思潮等人亦先後被誅，令陳道庠不安。特進鄧伸和陳道庠父親陳璫舊日交識，陳道庠曾留下《漢紀》問他意見；鄧伸罵此書有韓信、彭越的事蹟，陳道庠看過後十分恐懼，決定謀反。唯他謀反未成事即被劉晟發現，和鄧伸一同收監，次日被斬首並族誅。